# 東京俳優市場
東京俳優市場（とうきょうはいゆういちば、Tokyo Actors&Actress Market）は、エイベックス関連企業、特にエイベックス・マネジメントとタイムリーオフィス、ケイダッシュ、トライストーン・エンタテイメントが中心となって上演している、新人俳優を発掘することを目的としたオムニバス演劇公演プロジェクト。2007年から2015年までほぼ半年に一度のペースで公演が行われていた。2025年に開催されたプレ公演にて「season2」として再始動する。また、派生公演として関西地区においての大阪俳優市場があり、本項ではこれについても併せて記す。

## 概要
舞台公演を通して、芸能事務所が推す若手俳優、女優を芸能関係者にアピールすることが目的のプロジェクトである。市場という名称はそのためにつけられた。
2007年からほぼ年に2回（春または夏、冬）公演をしている。誰か1人にスポットを当てるのではなく、全員を主体として、演出家3人によるオムニバス形式の3つの話をダブルキャスト（2009夏のみシングルキャスト）で上演している。
前身はタイムリーオフィスおよびavexによる「Voice&Drama Collection」（ドラマコレクションという表記も見られる）。そのため初回（二〇〇七冬の陣）では朗読が含まれていたが、その後、完全に分離して別公演となった。なお、2008秋にはVol5のナンバリングがされている。
2009年まではほぼ南青山MANDARAにて上演されてきたが、2010年の春公演は千本桜ホール（学芸大学）、冬公演からは笹塚ファクトリーでの上演となった。
2012年からは、「大阪俳優市場」の名称で、関西地区の新人発掘を目的とした大阪公演が開催されるようになった。

## 一覧
ここでは前身のDRAMA Collectionについても列記する。特に場所表記のない場合は、南青山MANDARAでの公演である。

### 2006年
- Drama Collection 2006（2006年11月16日、北沢タウンホール）

※タイムリーオフィスの単独プロデュース公演、総合プロデュースは島田薫（東映）。
- 朗読『夏目漱石の手紙』
- 演劇『山田君、国会へ行く。』（作：早野円、演出：前島良行〈シーメイクス、現エイベックス・マネージメント〉）

### 2007年
- Voice&Drama Collection 2007夏 3つの演劇ライブ（2007年7月4日 Voice Collection、5日・6日 Drama Collection）

- 朗読
- 第1話『ソープオペラ』（原案・脚本：飯島早苗〈自転車キンクリーツカンパニー〉、演出：崎田憲一）

- 出演：上原星矢、奥山奈々、小澤栄里、鹿野良太、桜田聖子、坪内悟、春口宏彰、山根阿矢子

- 第2話『Point of No Return』（演出：金子与志一）

- 出演：小幡美佳、酒田速人、鈴木美也子、畑あつみ、原田瀬里奈、日栄洋祐、松村譲、三浦力、渡辺郁也

- 第3話『エレベーター』（作：吉川菜美、演出：冨永憲治）

- 出演：石田勇大、石橋あゆみ、岩崎眞理子、川地順平、串田笑美、鈴木将之、武石愛未、富田玲奈、萩尾直子、花村美穂子、藤村一成、細川彩、本多晋、槇山梨沙、正木泉、三浦綺音、横谷豪紀

- 東京俳優市場 二〇〇七 冬の陣（2007年11月29日 - 12月1日）[4]

- 第1話『egg！産卵』（作：早野円、演出：崎田憲一）

- Aキャスト：石橋あゆみ、串田笑美、小鹿敬二、佐藤匡美、沼田由花、山根阿矢子
- Bキャスト：相沢真紀、石田勇大、助川まりえ、坪内悟、萩尾直子、平原ゆか

- 第2話『FOX ON THE RUN』（作・演出：石川満〈劇団ダイヤモンド〉）

- Aキャスト：赤松序一、遠藤ミキオ、鈴木礼央奈、松坂早苗、渡辺郁也
- Bキャスト：上原星矢、佐伯静香、中ノ瀬由衣、橋本望、南翔太

- 第3話『お別れの日』（作：吉川菜美、演出：菱沼康介）

- Aキャスト：青山玲子、上原恵子、大和田健介、沙麗、松本寛也
- Bキャスト：入船加澄実、武石愛未、羽染達也、松村穣、横谷豪紀

- 朗読『スターティング・オーバー』（作：石田衣良、演出：遠藤剛〈俳優座〉）

- Aキャスト：権藤陽子、畠山真、渡辺美紀
- Bキャスト：川地純平、長嶺加奈子、花村美穂子

- 朗読『千代に八千代に』（作：重松清）

- Aキャスト：今泉剛、小幡美佳、酒井麻吏、佐々木理佳、丸山千珠子
- Bキャスト：朝香雅恵、石川琢也、上山あや、清水優子、山崎勢津子

### 2008年
- 2008春（2008年4月1日・2日）

- 第1話『夢は水に…』（作：hana、演出：大岩美智子〈劇団ジュークスペース〉）

- 酒田速人、仲島義侍、萩尾直子、藤咲舞、南ゆか
- Aキャスト：伊沢有紗、太田聖也、佐藤絵理子
- Bキャスト：宍戸叶多、須藤凌汰、田中絵瑠

- 第2話『Re:』（作・演出：松本陽一〈劇団6番シード〉）

- 小沢和之、田中由紀子
- Aキャスト：ZOE、滝村えれな、藤堂瞬、星野匠美、若林隆晃
- Bキャスト：志摩夕里加、庄山明奈、藤村一成、前山奈津巴、村井清崇、山口勇作

- 第3話『パンクロックなバス停』（作・演出：矢城潤一）

- Aキャスト：岡本里奈、川地純平、標永久、武石愛未、武下公美、橋本望、浜田真由美
- Bキャスト：上村弘樹、佐藤匡美、中山桃子、原幹治、水田芙美子、森沙綾香、横谷豪紀

- 2008夏（2008年7月1日 - 6日）[5]

- 第1話『駅〜オーバー・ザ・ヘヴン』（作：真木、演出：菱沼康介）

- 江藤郁乃
- Aキャスト：井上あかね、菊地拓也、桑原なお、滝村えれな、浜田真由美、松井夢、宮崎翔太、本木ゆえ
- Bキャスト：植田ゆう希、内田礼香、江波戸ミロ、古賀明、杉下絵美、田中柚里佳、野村かれん、原口大輔

- 第2話『Part-time High School』（作・演出：佐藤秀一〈演劇ユニット3LDK〉）

- Aキャスト：青木梨恵、太田聖也、小幡美佳、小坂賢人、酒田速人、桜井優、佐藤絵理子、袴田光、森岡悠、横谷豪紀
- Bキャスト：大野稔、川地純平、宍戸叶多、須藤凌汰、ZOE、坪谷隆寛、島本光敏、星野匠美、堀江真子、宮崎千波

- 第3話『V・O・I・C・E』（作：吉川菜美、演出：冨永憲治）

- Aキャスト：柏史恵、串田笑美、笹崎恵二、佐藤考哲、清水遥加、高田美那、田中尚弥、徳田公華、南ゆか
- Bキャスト：木内梨生奈、久保田健介、車谷絵里、佐藤匡美、助川哲康、鈴木貴典、日向夏美、古山慎祐、渡辺万由湖

- 2008秋（2008年11月4日 - 8日）

- 第1話『余命、3ヶ月!?』（作：谷岡由紀、演出：成瀬活雄）

- 横谷豪紀
- Aキャスト：藍原さやか、池田沙織、内田礼香、釼栄一、富田玲奈、宮崎千波、若林隆晃
- Bキャスト：枝川吉範、串田笑美、砂希、桜井優、高田美那、浜田真由美、福田真弓、村上悠介

- 第2話『30minutes』（作：真木、演出：佐藤秀一〈演劇ユニット3LDK〉）

- 酒田速人
- Aキャスト：太田聖也、加藤尚美、倉沢みのり、小山聖人、佐藤絵理子、樹里、星野匠美、水瀬あいみ
- Bキャスト：車谷絵里、鈴木美穂、須藤凌汰、滝村えれな、田中柚里佳、七海和、福本瞳、森崎啓

- 第3話『FL-0501』（作：田口智子、演出：尾渡泰三〈元チュチュチュファミリー〉・前島良行〈シーメイクス、現エイベックス・マネージメント〉）

- 高山京子
- Aキャスト：井上あかね、岡田明香、久保田健介、柴野弘志、橋本幸子、菱沼真美、福園彩花、宮崎翔太、吉田正晴
- Bキャスト：今吉祥子、小幡美佳、柏史恵、河上創達、神田麻衣、小泉充裕、杉下絵美、早川諒、平尾勇気

### 2009年
- 2009夏（2009年7月1日 - 3日）

- 第1話『0点、もしくは満天の星』（作・演出：菱沼康介）

- 絵理子、串田えみ、白井佐奈、筒井希望、野口遥、福元孝盛、丸若薫、三浦透子、守谷昭彦、本島さや

- 第2話『はっぴーとらんじっと』（作・演出：成瀬活雄）

- 太田聖也、久保田健介、指出瑞貴、滝村えれな、立道梨緒奈、津章仁、仲島義侍、中村美香、中村梨香、細川彩

- 第3話『灯（ひだま）にねがいを』（作・演出：浅井さやか〈One on One〉）

- 浅井さやか、江野沢愛美、花音、佐藤匡美、重政貴浩、谷口レイ、原幹治、福本瞳、本木翔太、山本栄司

- 2009冬（2009年11月30日 - 12月5日）[6]

- 第1話『欲の熊鷹、股裂くる』（作：早野円、演出：早野円・尾渡泰三〈元チュチュチュファミリー〉）

- 酒田速人、福元孝盛
- Aキャスト：飯塚理恵、小川紘司、佐藤よしか、富田玲奈、西田有沙、野口逢里、星野求夢、本島愛子
- Bキャスト：稲富菜穂、恵智華、絵理子、神矢美沙、亀井麻未、島本修彰、龍郎、立道梨緒奈

- 第2話『15年目のクリスマス』（原案：石川満〈劇団ダイヤモンド〉、作・演出：成瀬活雄）

- Aキャスト：石川賢二、和泉テルミ、川地純平、白井優美 manako、三澤行寛
- Bキャスト：飯島英幸、神山遥、川口直人、佐々木理絵、東康仁、平原夕馨

- 第3話『未来への扉』（作・演出：佐藤秀一〈演劇ユニット3LDK〉）

- 横谷豪紀
- Aキャスト：串田えみ、車谷絵里、新芽歩、洲脇久美子、原田悠吾、星野匠美、本木翔太、守谷昭彦
- Bキャスト：葛西幸菜、KENTA、下田屋有依、田中美麗、野上唯子、八山智美、松田将希、和田颯

### 2010年
2010春（2010年4月30日 - 5月5日、千本桜ホール）
- 第1話『夕月おちて』（作：守口悠介、演出：有働剛）

- Aキャスト：飯島英幸、隈元ますみ、白海あやの、福田真弓、藤田裕紀、松本ルナ、町屋佳孝、安井レイ
- Bキャスト：飯島多佳奈、小河原真稲、瀬下翔太、立道梨緒奈、知名絵理香、萩尾直子、間宮梨花、本木翔太

- 第2話『ヒトカケラ』（作・演出：浅井さやか〈One on One〉）

- Aキャスト：小野寺悠貴、貴船麻里子、新芽歩、西崎あや、福元孝盛、松田将希、三浦透子
- Bキャスト：青地洋、飯豊万理江、佐倉知里、沢樹マイカ、仲島義侍、本島愛子、ゆだのりを

- 第3話『本当の恋の見つけ方』（作・演出：成瀬活雄）

- Aキャスト：江野沢愛美、鎌田有恒、桐川りさ、酒田速人、志賀夏子、田村佳恵、原田悠吾
- Bキャスト：伊藤沙莉、恵智華、葛西幸菜、木全隆浩、久保田健介、佐々木ユーキ、平原夕馨

2010冬（2010年11月25日 - 28日、笹塚ファクトリー）
- 第1話『くたばれ!ジェームズ・キャメロン』（作：浅沼晋太郎、演出：伊勢直弘）

- Aキャスト：朝倉萌菜美、倉田恵、西道正史、坂口和也、田村康太郎、松岡マリナ、山本千尋、吉田みなみ
- Bキャスト：うえきみゆ、平原夕馨、真崎麻衣、松田将希、森山匡史、矢野彩佳、山崎冠人、渡辺あさ美

- 第2話『さよならの11月』（作・演出：成瀬活雄）

- Aキャスト：大森亮、串田えみ、桜木みか、高橋里央、長谷川太紀、畠井佑好、松田陽平、横川ユカ
- Bキャスト：金子宏美、黒澤史郎、小林平恵、中山優貴、野田麻衣、船曳健太、渡辺浩介、横山葵子

- 第3話『KONKATSUシート』（作：前島良行、演出：酒田速人/前島良行〈シーメイクス、現エイベックス・マネージメント〉）

- Aキャスト：井上一葉、小野田唯、加藤慶亮、河村シホ、児島さくら、田村佳恵、野上希、藤村一成
- Bキャスト：飯島英幸、永松夏奈子、西崎あや、樋口稔洋、三澤行寛、本木翔太、本島愛子、守屋由紀

### 2011年
2011春（2011年5月4日 - 8日、笹塚ファクトリー）
- 第1話『合コンドラフト会議』（作・演出：きたむら けんじ〈劇団 東京フェスティバル〉）

- 吉村栄一
- Aキャスト：絵理子、小鍋マヨ、佐倉美沙、さがゆりこ、橋本顕、堀内美里、三澤翼、村川哲也
- Bキャスト：井上一葉、鹿野蛍、仁優、千葉夏実、中嶋マユコ、福園彩花、堀井綾香、宮崎加奈子

- 第2話『ザ・モンスターステューデンツ&ティーチャーズ』（作・演出：佐藤秀一〈演劇ユニット3LDK/ジャパン・クリエイティブ・マネージメント〉）

- Aキャスト：伊藤綾香、大坂美優、太田直行、君島光輝、田中光樹、田中聖弥、田村花恋、古川小百合、丸若薫
- Bキャスト：石川葉雪、宇佐美萌乃、宇治一世、内山遥城、小曽根章央、加藤慶亮、神山渚、平田伊梨亜、廣田亜也加

- 第3話『漂流日記』（作・演出：前島良行〈シーメイクス、現エイベックス・マネージメント〉）

- Aキャスト：安倍花映、梅田直樹、鈴木莉菜、立道梨緒奈、中島来弥、野上希、人見和樹、桃瀬ツカサ、渡辺栄治
- Bキャスト：飯田孔明、角田奈穂、金沢華子、小林平恵、仲島義侍、古屋敷雄太、前野大輝、山野瑞歩、吉田怜菜

2011冬（2011年12月7日 - 11日、笹塚ファクトリー）
- 第1話『きよしこの猫』（作・演出：ほさかよう）

- Aキャスト：阿部直生、安倍花映、綾瀬羽乃、綾部りさ、内山由香莉、大坂美優、加藤慶亮、小堺翔太、三谷有紀
- Bキャスト：岩松剛、久保田秀敏、荘司里穂、中島来弥、長谷川あかり、東さや香、前川伶早、望月ミキ、山崎千裕

- 第2話『リサイクルショップ・サンタ』（作：日比野ひとし、演出：前島良行〈シーメイクス、現エイベックス・マネージメント〉）

- 谷咲伴美
- Aキャスト：石塚みづき、内山遥城、大田原優花、齋藤雅樹、四葉文、白鳥麻帆、田村康太郎、増田絢美
- Bキャスト：稲葉楓、田中聖弥、寺田美加、中島愛蘭、中山優貴、信岡ひかる、町屋友康、與坂唯

- 第3話『蕨』（作・演出：伊勢直弘、演出補：清水宗史）

- Aキャスト：上原英寿、大坂真優、荻野日登美、酒井康行、司尾紗耶加、田村夏奈子、長島実咲、西川あゆみ、旗生理純、葉山裕太
- Bキャスト：会田未来、飯豊まりえ、金沢華子、小池真吾、齋藤皓允、富山篤、南伊、日野ありす、丸若薫、吉田怜菜

### 2012年
2012春（2012年5月4日 - 8日、笹塚ファクトリー）
- 第1話『おちないリンゴ』（作・演出：ほさかよう）

- Aキャスト：上松大輔、宇佐美瑠乃、筧美和子、河西美希、金子直央、小島麻友美、この葉、鈴木友梨、前田憲
- Bキャスト：有川めい実、宇陀のどか、大澤俊英、甲太郎、白石光、高山璃子、滝口希、富永健太、矢島理佐

- 第2話『ラフレター』（原案・音楽：浅井さやか、演出：三城真一、ステージング：美木マサオ）

- Aキャスト：会田未来、石橋弘喜、奥井佳尚、加茂弘雅、木下留里、佐倉みも、丸若薫、山本健吉、渡部あやみ
- Bキャスト：大坂真優、小椋敏世、木全寛幸、小林仁崇、立道梨緒奈、日向なつ美、新沼恭幸、中庭ひなこ、古谷大和

- 第3話『池袋レインボウズ〜2012春〜』（作：伊勢直弘、演出：清水宗史）

- Aキャスト：河島樹莉、庄山明奈、橘沙奈江、谷川哲也、谷口航季、長野竜成、長谷川あかり、原田優作、藤田薫子
- Bキャスト：石渡真修、金井英樹、上里美穂、近藤久弥、坂本明子、作花美由貴、中谷仁美、松本妃代、山本慎一

2012冬（2012年11月21日 - 25日、笹塚ファクトリー）
- 第1話『小さな小さなお茶会。』（作：ほさかよう、演出：清水宗史）

- Aキャスト：会田未来、秋谷佳奈、秋山昌赫、井元麻帆、小野満千裕、酒井浩平、主藤さき、鶴まき、松井友作、山崎直也
- Bキャスト：秋宮あい、鵜野香織、片岡スグル、金子直央、木下留里、斉藤博之、清水優、砂川英里、立花舞、前野祥希

- 第2話『明日見る夢』（作・音楽：浅井さやか、演出：ほさかよう 演出補：佐藤弘貴）

- Aキャスト：石橋弘喜、板橋麗奈、岡田鷹斗、小俣里奈、鈴木雄士、谷由里亜、立道梨緒奈、野田麻衣、丸若薫、山本慎一
- Bキャスト：池田佑太郎、稲葉楓、大島ジュン、大野ひろみ、加藤慶亮、坂本大河、坂本玲菜、指出麻琴、中山大輝、マッシュー

- 第3話『池袋レインボウズ〜2012冬〜』（作：伊勢直弘、演出：三城真一）

- Aキャスト：岡田帆乃佳、小宮千怜、近藤久弥、齋藤里佳子、鈴木友梨、高島大輝、前田憲、望月ミキ、本村槙一郎、渡邉咲樹
- Bキャスト：小磯一斉、榊原卓士、谷口航季、十夢、中澤佳菜、中島愛蘭、仲原聖子、堀内なつき、横山まどか、芳乃友梨

### 2013年
2013春（2013年5月2日 - 6日、笹塚ファクトリー）
- 第1話『イッツ・ア・スモールワールド』（作・演出：佐藤弘貴）

- Aキャスト：石川奈波、前野祥希、小関裕也、大貫紗貴、橘歩惟、松尾珠花、和久井大城、天野耶依、里美黎
- Bキャスト：松井友作、越中優人、佐藤純、瀧澤優子、大和田晴菜、黒子沙彩香、永山歩美、伊勢未紗希、加治みなみ

- 第2話『ドラム缶日記』（作：浅井さやか、演出：美木マサオ）

- Aキャスト：谷口勇樹、MAIKU、小宮千怜、指出麻琴、松岡亜由美、葉月あかり、須永風汰、桃世
- Bキャスト：星出紗希奈、山之内和也、利咲、仲田沙良、斉藤さやか、鈴木孝貴、岩﨑彩、川崎槙吾

- 第3話『池袋レインボウズ2013春〜チャレンジャーズ・ハイ!』（作・演出：伊勢直弘）

- Aキャスト：麻宮良太、植田陽、山川健一、山本慎一、佐々木悠、荻野鈴子、木原陽子、鈴木友梨、会田未来
- Bキャスト：杉井孝光、石橋弘喜、務台敏紀、吉本剛士、高岡美保、阿部綾乃、小倉亜美、日里麻美、千葉愛弓

2013冬（2013年11月20日 - 24日、笹塚ファクトリー）
- 第1話『まちあるき』（作：十時直子、演出：ほさかよう）

- Aキャスト：磯野未来、小川昂子、近藤久弥、島田晶子、野々修平、堀内なつき、松尾紗夜、松村龍之介、森内貴子、森山雅之
- Bキャスト：伊藤さりい、伊藤大樹、大貫紗貴、大和田晴菜、小菅怜衣、斉藤さやか、佐藤友祐、澄人、根路銘千晴、梁井翔太

- 第2話『Antique Android〜「未来」の「思い出」〜』（作・音楽：浅井さやか、演出：松田礼人、ステージング：美木マサオ）

- Aキャスト：会田未来、市川真木綿、うさまりあ、大桃一総、佐藤遥、指出麻琴、須永風汰、高島桂介、原茉菜、日南田顕久
- Bキャスト：草彅真実子、斉藤リナ、佐藤幸司、髙野彩加、早瀬友美、藤原琢真、松野克彦、箕越涼、山本慎一、横山まどか

- 第3話『池袋レインボウズ2013冬〜ハッピーカムカム・ウェルカムカム〜』（作：伊勢直弘、演出：清水宗史）

- Aキャスト：阿部大将、池田佑太郎、泉有紗、遠藤祐太朗、白石光、鈴木沙弥香、田加井愛穂、高橋百子、豊田恭兵、藤原凌
- Bキャスト：會田海心、安達雄基、岩﨑彩、海雲千帆、河野結華、坂場明日香、土田有未、松久楓、室井柊兵、森勇人

- ストーリーテラー（総合演出・作・演出：佐藤弘貴）

- Aキャスト：尾木千里、加藤要、手塚誠也
- Bキャスト：古川昇、田村こころ、山越一英

- ナレーション：鈴木友梨

### 2014年
2014春（5月2日 - 6日、築地本願寺ブディストホール）
- 第1話『ドラマチックに恋して』（作：ほさかよう、演出：中尾知代）

- Aキャスト
- Bキャスト

- 第2話『Deliverry Android』（作・音楽：浅井さやか、演出：美木マサオ）

- Aキャスト
- Bキャスト

- 第3話『池袋レインボウズFINAL~カラフル降るワンダフル〜』（作・演出：伊勢直弘）

- Aキャスト
- Bキャスト

2014冬（2014年11月20日 - 24日、築地本願寺ブディストホール）
- 第1話『Human Android〜大切な人を忘れる勇気をください〜』（作：浅井さやか、演出：三木マサオ、歌唱指導：佐野まゆ香）

- Aキャスト
- Bキャスト

- 第2話『サマンサ田端〜エピソード：dear my sister〜』（作・演出：伊勢直弘）

- Aキャスト
- Bキャスト

- ナレーション：伊勢未紗希（プロダクション・エース）

### 2015年
2015春（2015年5月2日 - 6日、築地本願寺ブディストホール）
- 第1話『スタートライン』（作・演出・音楽：浅井さやか、ステージング：美木マサオ）

- Aキャスト
- Bキャスト

- 第2話『ザ・パイセン〜アッパーチューン2015〜』（作・演出：伊勢直弘、演出助手：高島大輝）

- Aキャスト
- Bキャスト

- ナレーション：小池美帆（オーディション選抜）

2015冬（2015年11月4日 - 8日、築地本願寺ブディストホール）
- 第1話『XX総選挙』（作・演出：佐藤秀一、演出助手：鈴木龍之介）

- Aキャスト
- Bキャスト

- 第2話『一ミリの成長-君との出会いがもたらしてくれたもの-』（作・音楽：浅井さやか、演出：美木マサオ、歌唱指導：佐野まゆ香）

- Aキャスト
- Bキャスト

### 2025年
season2 プレ公演（2025年8月13日 - 17日、バルスタジオ）
- A-stage『池袋レインボウズ〜オーバー・ザ・レインボウズ〜』（作：伊勢直弘、演出：前野祥希〈劇団バルスキッチン〉）

- B-stage『Delivery Android〜君のために できること〜』（作：浅井さやか、演出：村松洸希〈Uzume、柿喰う客〉）

### 大阪俳優市場
- 東京俳優市場の大阪バージョンであり若手俳優の育成と発掘を目的としたもので、売り出し中の芸能事務所各社イチオシの若手俳優、 女優を舞台を通して芸能関係者にアピールするもの。

#### 2012年（大阪）
2012秋（2012年10月18日 - 21日、世界館）
- 第1話『蕨』（作：伊勢直弘、演出：*minAmi*）
- 第2話『M町のとあるバス停』（作：矢城潤一、演出：井之上チャル）
- 第3話『きよしこの猫』（作：ほさかよう、演出：森健太郎）

#### 2013年（大阪）
2013春（2013年4月4日 - 7日、世界館）
- 第1話『小さな小さなお茶会』（作：ほさかよう、演出：田所工作）
- 第2話『モンスタースチューデンツ&ティーチャーズ』（作：佐藤秀一〈劇団3LDK〉、演出：森健太郎〈LEVEL_E〉）
- 第3話『大阪レインボウズ〜2013春〜』（作：伊勢直弘、演出：*minAmi*〈dysmic Entertainment〉）

2013冬（2013年12月12日 - 15日、世界館）
- 第1話『おちないリンゴ』（作：ほさかよう、演出：田所工作）

- Aキャスト
- Bキャスト

- 第2話『灯に願いを』（作・音楽：浅井さやか、演出：岡村ひろのぶ）

- Aキャスト
- Bキャスト

- 第3話『イッツ・ア・スモールワールド』（原案：ほさかよう、作：佐藤弘貴、演出：森健太郎）

- Aキャスト
- Bキャスト
- AB両キャスト

#### 2014年（大阪）
2014夏（2014年8月27日 - 31日、世界館）
- 第1話『ドラマチックに恋して』（作：ほさかよう、演出：湯浅崇）

- 第2話『ドラム缶日記』（作：浅井さやか、演出：田所工作）

- 第3話『サマンサ田端（仮題）』（作・演出：伊勢直弘）

- ストーリーテラー  - 野口もなみ（エイベックス・グループ・ホールディングス）
  - 西川愛莉（エイベックス・グループ・ホールディングス）
  - 佐々木美來（エイベックス・グループ・ホールディングス）
  - 西川怜伽（エイベックス・グループ・ホールディングス）
  - 吉岡颯季（エイベックス・グループ・ホールディングス）
  - 浅香ふう菜（エイベックス・グループ・ホールディングス）

#### 2015年（大阪）
2015春（2015年3月25日 - 30日、世界館）
- 第1話『おちないリンゴ』（作：ほさかよう、演出：保木本佳子）

- Aキャスト
- Bキャスト
- AB両キャスト

- 第2話『Antique Android 〜「未来」の「思い出」〜』（作：浅井さやか、演出：田所工作）

- Aキャスト
- Bキャスト
- AB両キャスト

- 第3話『ザ・パイセン 〜アッパーチューン2015〜』（作・演出：伊勢直弘）

- Aキャスト
- Bキャスト
- AB両キャスト

2015夏（2015年8月26日 - 31日、世界館）
- 第1話『明日見る夢』（作：浅井さやか、演出：中井敬二）

- Aキャスト
- Bキャスト
- AB両キャスト

- 第2話『Delivery Android〜君のために できること〜』（作・音楽：浅井さやか、演出：田所工作）

- Aキャスト
- Bキャスト
- AB両キャスト

- 第3話『池袋レインボウズ〜オーバー・ザ・レインボウ！〜』（作・監修：伊勢直弘、演出：林田勇一）

- Aキャスト
- Bキャスト
- AB両キャスト

#### 2016年（大阪）
2016春（2016年3月23日 - 28日、世界館）
- 第1話『まちあるき』（作：十時直子、演出：田所工作）

- Aキャスト
- Bキャスト
- AB両キャスト

- 第2話『ラフレター』（作：浅井さやか、演出：中井敬二）

- Aキャスト
- Bキャスト
- AB両キャスト

- 第3話『池袋レインボウズ 〜チャレンジャーズ・ハイ！』（作・監修：伊勢直弘、演出：林田勇一）

- Aキャスト
- Bキャスト
- AB両キャスト

2016夏（2016年8月24日 - 29日、世界館）
- 第1話『ドラマチックに恋して』（作：ほさかよう、演出：田所工作）

- Aキャスト
- Bキャスト
- AB両キャスト

- 第2話『灯に願いを』（作：浅井さやか、演出：中井敬二）

- Aキャスト
- Bキャスト
- AB両キャスト

- 第3話『池袋レインボウズ ハッピーカムカム・ウエルカムカム』（作・監修：伊勢直弘、演出：林田勇一）

- Aキャスト
- Bキャスト
- AB両キャスト

- 第4話『ピーターの救済』（作・監修：伊勢直弘、演出：林田勇一）

- Aキャスト
- Bキャスト
- AB両キャスト：竹井慧（Kansai Boys Project）

#### 2017年（大阪）
2017春（2017年3月22日 - 27日、世界館）
- 第1話『ゴースト・デート』（作・演出：森健太郎〈LEVEL_E〉）

- Aキャスト
- Bキャスト
- Cキャスト
- Dキャスト

- 第2話『小さな小さなお茶会』（作：ほさかよう、演出：田所工作）

- Aキャスト
- Bキャスト
- AB両キャスト：高畑晋滋（オフィスエイト）

- 第3話『天使にアイドルソングを』（作：森健太郎〈LEVEL_E〉、演出：田所工作）

- Aキャスト
- Bキャスト
- AB両キャスト：佐々木美來（a♡mo / avex proworks）

- 第4話『きよしこの猫』（作：ほさかよう、演出：中井敬二）

- Aキャスト
- Bキャスト
- AB両キャスト